# LaMarcus Tinker
LaMarcus Tinker (* 24. října 1990, Houston, Texas, USA) je americký herec. Jeho nejznámější role jsou teenagerovská fotbalová hvězda Dallas Tinker v televizním dramatickém seriálu Friday Night Lights a Kevin v komediálním seriálu Město žen. Objevil se ve vedlejší roli Shana v třetí sérii televizního hudebního seriálu Glee, vysílaném na televizní stanici Fox.

## Životopis
Chodil na West Briar Middle School, kde studoval divadlo. V šesté třídě se chtěl stát režisérem, ale zajímal se o všechny aspekty divadla včetně hraní, psané a dalších oblastí umění a účastnil se školních programů. Později navštěvoval High School For Law Enforcement and Criminal Justice (Střední škola pro vymáhání práva a trestní soudnictví), kde také pokračoval ve svých aktivitách v divadle. Absolvoval na NBCA Academy. Po maturitě získal plné akademické stipendium na University of Texas v Arlingtonu, kde studoval angličtinu.

## Herecká kariéra

### Televize
V září 2009 se připojil k obsazení seriálu Friday Night Lights, kde hrál roli Dallase Tinkera, fotbalového hráče z malého města. Původně šel na natáčení seriálu, aby podpořil dva ze svých přátel, kteří získali práci jako kompars k seriálu a jel s nimi autobusem z Houstonu do Austinu. Potkal výkonného producenta seriálu, Petera Berga, který byl režisérem právě natáčející se epizody a nečekaně se ocitl ve scéně s dvěma trvalými postavami seriálu. Seriál se natáčel pomocí tří kamer, bez zkoušek a bez rozsáhlého blokování a Tinker si později vzpomínal: "Bylo to spusťte kamery, pojďme na to. Udělal jsem to a jemu se to líbilo". O tři dny později, plány na čtvrtou sérii seriálu byly upraveny a obsahovaly novou postavu, Dallase. Tinker byl vedlejší postavou pro čtvrtou a pátou sérii seriálu, která byla zároveň i poslední.
V srpnu 2010 se připojil k druhé sérii komediálního seriálu Město žen jako postava jménem Kevin. Ztvárňuje spolubydlícího na vysoké škole Travise Cobba (Dan Byrd), syna hlavní postavy seriálu Jules Cobb (Courteney Cox). Travis je na misi, aby objevil sám sebe a teď je na vysoké škole, ale jeho spolubydlící Kevin je ne tak příjemný, jak doufal, ačkoliv nakonec ti dva začnou být přátelé.
Tinker byl obsazen do třetí série hudebního dramatického seriálu Glee vysílaném na televizním kanálu Fox jako Shane, dlouho slibovaný přítel pro Mercedes Jones (Amber Riley). Shane je člen fotbalového družstva a s Mercedes začal chodit v létě. Jeho první objevení v seriálu bylo hned v první epizodě třetí série s názvem Projekt „Fialové piano“.

### Film
Jeho první filmová role byl Big Corporation v romantickém filmu ze středoškolského prostředí s názvem The First Time. Film, který napsal a režíroval Jon Kasdan, se natáčel v Los Angeles na jaře 2011 a vyjde přes Castle Rock Entertainment ve Spojených státech během roku 2012.

## Filmografie
| Filmy             | Filmy               | Filmy           | Filmy         |
| Rok               | Název filmu         | Role            | Poznámky      |
| ----------------- | ------------------- | --------------- | ------------- |
| 2012              | The First Time      | Big Corporation | Hlavní role   |
| Televizní seriály |                     |                 |               |
| Rok               | Název               | Role            | Poznámky      |
| 2009–2011         | Friday Night Lights | Dallas Tinker   | Vedlejší role |
| 2010–současnost   | Město žen           | Kevin           | Vedlejší role |
| 2011–2012         | Glee                | Shane           | Vedlejší role |